# نيكولاس سترينج
نيكولاس سترينج (بالإنجليزية: Nicholas Strange)‏ هو مجدف بريطاني، ولد في 15 أغسطس 1966 في كانتربيري في المملكة المتحدة.

## وصلات خارجية
- نيكولاس سترينج على موقع الاتحاد الدولي للتجديف (الإنجليزية)
- نيكولاس سترينج على موقع اللجنة الأولمبية الدولية (الإنجليزية)
- نيكولاس سترينج على موقع أوليمبيديا (الإنجليزية)
- نيكولاس سترينج على موقع اللجنة الأولمبية البريطانية (الإنجليزية)